# The Age of Love
"The Age of Love" è un brano del gruppo tedesco Scooter. È stato pubblicato nell'agosto 1997 come secondo e ultimo singolo dal loro quarto album, Age of Love . Si basa su un campione della colonna sonora del film del 1991 Terminator 2 - Il giorno del giudizio. 

## Tracce
- Versione originale

1. The Age of Love – 3:50
2. The Age of Love (Club Mix) – 6:07
3. Turn Up That Blaster – 5:20

- Remix

1. The Age of Love (S/M in Motion Remix) – 6:24
2. The Age of Love (DJ Errik's Destruction Mix) – 6:35
3. The Age of Love (Triple S Funky Remix) – 5:13
4. The Age of Love (Mad Man in Love Remix) – 8:38
5. The Age of Love (Original Video Edit) – 3:50